# Corydalis kiautschouensis
Corydalis kiautschouensis är en vallmoväxtart som beskrevs av Karl von Poellnitz. Corydalis kiautschouensis ingår i släktet nunneörter, och familjen vallmoväxter. Inga underarter finns listade i Catalogue of Life.